# Pierre Daubenton
Pierre Daubenton (10 de abril de 1703–14 de septiembre de 1776) fue un  abogado  político, escritor y enciclopedista  francés del siglo XVIII.

## Vida
Era hijo  de Jean Daubenton (1669–1736) y Marie Pichenot (* ca. 1680). El naturalista Louis Jean-Marie Daubenton (1716–1800) era su hermano. Fue el primer abogado en el tribunal local de su ciudad natal Montbard, y más tarde alcalde, comandante de la guarnición, lugarteniente de Policía, y agente del ejército local.
Muy interesado en temas de historia natural, Pierre Daubenton contribuyó a la Encyclopédie de Diderot una cincuentena de artículos en temas relacionados con la botánica y la zoología, y también en temas agrarios. Algunos artículos de la Encyclopédie no se sabe si son suyos o de su hermano o de ambos.
El 22 de octubre de 1737 se casó con Bernarde Amyot. Tuvieron un hijo, Georges Louis Daubenton (1739–1785).